# Erna Zelmin-Ekenhem
Erna Elisabeth Zelmin-Ekenhem, född Zelmin 7 juli 1960 i Hässelby församling i Stockholms stad, är en svensk jurist och ämbetsman.
Zelmin-Ekenhem var anställd hos Näringsfrihetsombudsmannen och vid Svenska Kommunförbundet, och därefter från 1992 i Regeringskansliet. Hon tjänstgjorde först vid Justitiedepartementet innan hon 1999–2007 var expeditions- och rättschef vid Socialdepartementet. Den 1 mars 2007 tillträdde hon posten som generaldirektör vid Rättsmedicinalverket. Sedan den 29 september 2014 är hon generaldirektör för Arbetsmiljöverket och efterträdde därvid Mikael Sjöberg.